# Al-Mudżajmir
Al-Mudżajmir (arab. المجيمر) – miejscowość w Syrii, w muhafazie As-Suwajda. W 2004 roku liczyła 2746 mieszkańców.